# Kabinett Carstensen II
Nach der Landtagswahl in Schleswig-Holstein am 27. September 2009 bildete Peter Harry Carstensen nach Koalitionsverhandlungen mit der FDP das Kabinett Carstensen II. Es war vom 27. Oktober 2009 bis zum 12. Juni 2012 die Landesregierung von Schleswig-Holstein. Carstensen wurde an diesem Tag mit 50 von 95 Stimmen als Ministerpräsident wiedergewählt. Er erhielt eine Stimme mehr, als die Abgeordneten der neuen Regierungsparteien abgeben konnten.
| Amt                                        | Name                                                                          | Partei | Partei                    |
| ------------------------------------------ | ----------------------------------------------------------------------------- | ------ | ------------------------- |
| Ministerpräsident                          | Peter Harry Carstensen                                                        |        | CDU                       |
| Stellvertreter des Ministerpräsidenten     | Heiner Garg                                                                   |        | FDP                       |
| Arbeit, Soziales und Gesundheit            | Heiner Garg                                                                   |        | FDP                       |
| Inneres                                    | Klaus Schlie (bis 5. Juni 2012) Rainer Wiegard (ab 5. Juni 2012 M.d.W.d.G.b.) |        | CDU                       |
| Justiz, Gleichstellung und Integration     | Emil Schmalfuß                                                                |        | parteilos (Vorschlag FDP) |
| Finanzen                                   | Rainer Wiegard                                                                |        | CDU                       |
| Wissenschaft, Wirtschaft und Verkehr       | Jost de Jager                                                                 |        | CDU                       |
| Landwirtschaft, Umwelt und ländliche Räume | Juliane Rumpf                                                                 |        | CDU                       |
| Bildung und Kultur                         | Ekkehard Klug                                                                 |        | FDP                       |